# Tmesisternus humeralis
Tmesisternus humeralis è una specie di coleottero del genere Tmesisternus, famiglia Cerambycidae. Fu descritta scientificamente da Aurivillius nel 1924 e abita frequentemente le foreste tropicali della Papua Nuova Guinea. È una specie che raggiunge dimensioni tra i 12 e i 14 mm.